# Тлеубердин, Алтай Аблаевич
Алтай Аблаевич Тлеубердин (каз. Алтай Абылайұлы Тілеубердин; род. 2 октября 1949) — советский и казахстанский государственный деятель.

## Биография
Родился 2 октября 1949 года в городе Алма-Ата в семье Аблая Тлеубердина и Шамси Ташеновой.
Окончил в 1971 году Алматинский институт народного хозяйства (ныне Университет Нархоз) по специальности инженер-экономист. Академик Международной экономической академии «Евразия» (1997). Был членом КПСС до 1991 года, в настоящее время является членом партии Нур Отан.
По окончании вуза работал инженером Алма-Атинской городской машиносчетной станции ЦСУ Казахской ССР. В 1972—1981 годах последовательно работал экономистом, старшим экономистом, главным специалистом и начальником подотдела Госплана Казахской ССР.
Затем находился на партийной работе: был инструктором экономического отдела Центрального комитета Компартии Казахстана (1981—1986 годы) и заведующим экономическим отделом Алма-Атинского обкома партии (1986—1989 годы).
В 1989—1991 годах Тлеубердин работал помощником Председателя Совета Министров и Премьер-министра Казахской ССР. В 1991 году был консультантом группы по рыночной экономике Аппарата Президента и Кабинета Министров Казахской ССР.
В 1991—1993 годах — советник и помощник вице-президента Республики Казахстан, в 1993—1994 годах — советник Президента Республики Казахстан.
В течение 1994 года являлся заведующим секретариатом Президента Республики Казахстан.
С октября 1994 по ноябрь 1995 года занимал должность Министра экономики Республики Казахстан. Одновременно с февраля 1995 года был заместителем управляющего Международным банком реконструкции и развития от Республики Казахстан.
Затем по сентябрь 1998 года был советником Президента Республики Казахстан. В 1998—1999 годах — руководитель Канцелярии Премьер-министра Республики Казахстан. В 1999—2000 годах — председатель Агентства Республики Казахстан по регулированию естественных монополий, защите конкуренции и поддержке малого бизнеса. В 2000—2007 годах — руководитель Канцелярии Премьер-Министра Республики Казахстан.
После этого работал научным руководителем проектов товарищества с ограниченной ответственностью «Юпитер».
Одновременно Алтай Аблаевич Тлеубердин занимался общественной деятельностью: был кандидатом в депутаты Мажилиса Парламента Республики Казахстан IV созыва по партийному списку партии «Нур Отан» (12.07.2007) и депутатом Мажилиса Парламента Республики Казахстан IV созыва, где являлся членом комитета по аграрным вопросам (27.08.2007 — 16.11.2011). Также был кандидатом в депутаты Мажилиса Парламента Республики Казахстан V созыва по партийному списку «Нур Отан» (07.12.2011).
Награждён орденами «Курмет» (1999) и «Парасат» (2010), а также многими медалями. Заслуженный инструктор по туризму Республики Казахстан, полковник запаса.
Женат на Бидасбековой Дине Калыковне (род. 1949), дети: дочь — Айгерим; сын — Арсен.